# Miniopterus griveaudi
Miniopterus griveaudi is een zoogdier uit de familie van de gladneuzen (Vespertilionidae). De wetenschappelijke naam van de soort werd voor het eerst geldig gepubliceerd door Harrison in 1959.

## Voorkomen
De soort komt voor in de Comoren op Grande Comore en Anjouan en in het noorden en westen van Madagaskar.